# اودوولا
اودوولا (به لاتین: Uduwella) یک منطقهٔ مسکونی در سری‌لانکا است که در استان مرکزی (سری‌لانکا) واقع شده‌است.